# Panneau de signalisation d'une voie verte en France
Le panneau de signalisation des voies vertes et des voies réservées à la circulation des piétons et des véhicules non motorisés est, en France, un panneau de signalisation carré à fond bleu, bordé d’un listel blanc, portant en son centre un pictogramme représentant une silhouette de cycliste et de piéton sur un fond de bande verte. Il est codifié C115. Le panneau de fin d’indication est le même avec une barre diagonale rouge, codifié C116.

## Histoire
Ce panneau apparaît avec l’arrêté du 11 juin 2008 après les dispositions du décret no 2004-998 du 16 septembre 2004 ayant introduit la définition des voies vertes.

## Usage

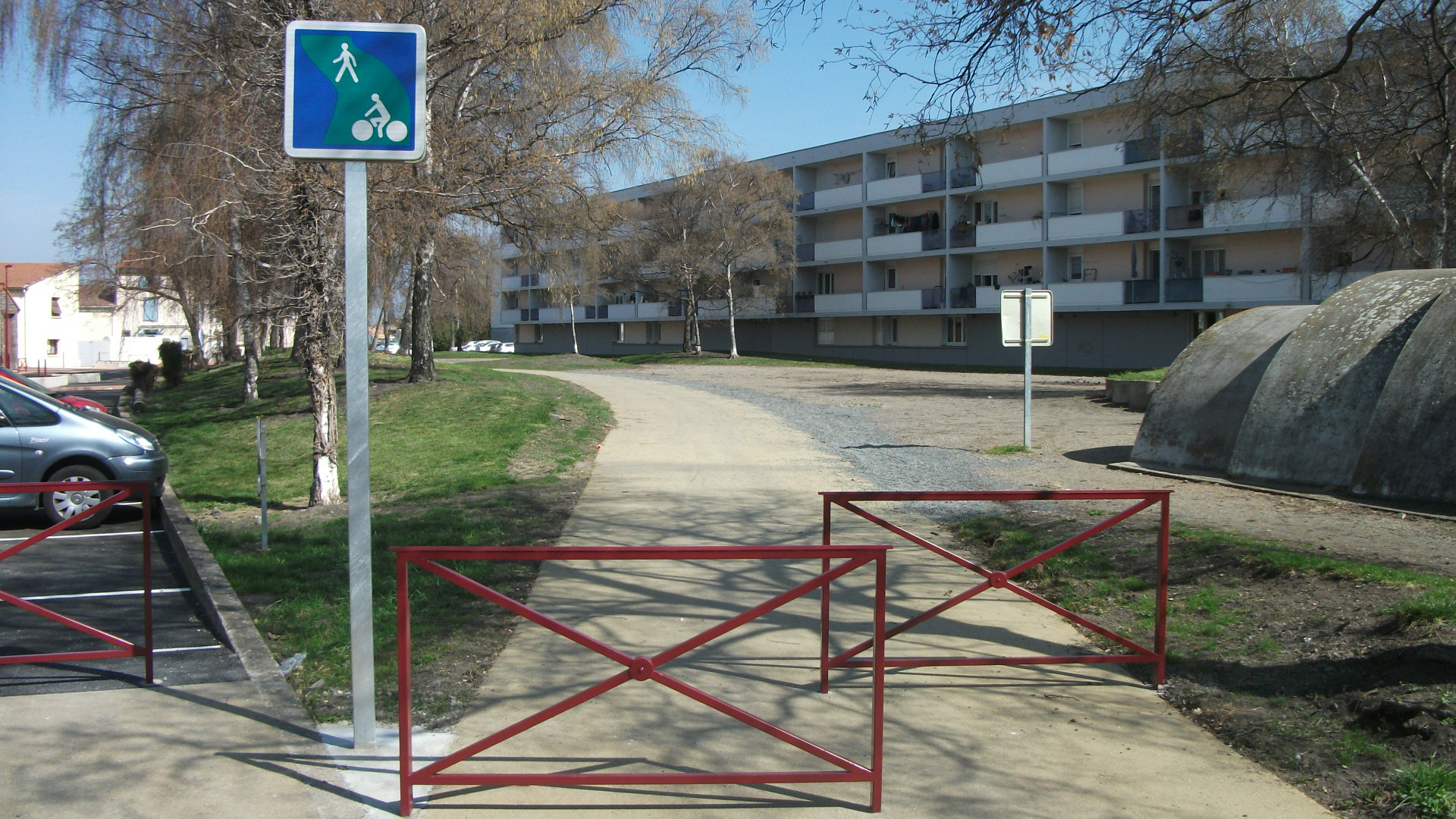
Début de la voie verte

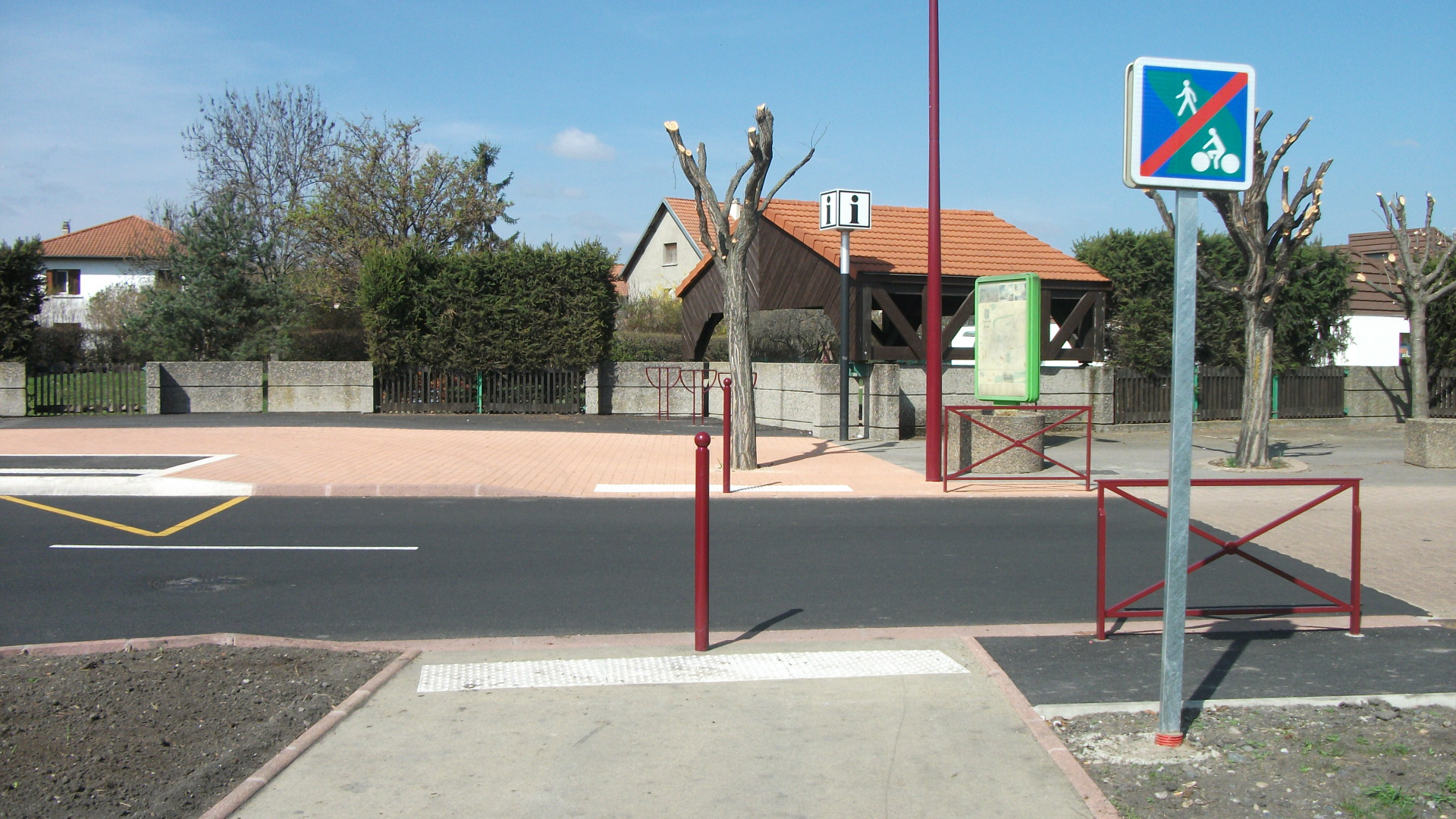
Fin de la voie verte

La signalisation des voies vertes et des voies réservées à la circulation des piétons et des véhicules non motorisés est obligatoire et doit être assurée au moyen du panneau C115. Si l’autorité de police compétente n’interdit pas la circulation des cavaliers sur ces voies, le panneau est complété par le panonceau M4y désignant les cavaliers. Lorsque la circulation de certains véhicules à moteur est autorisée, le panneau est complété par le panonceau M9z avec la mention adaptée. Il doit être exclusivement implanté en signalisation de position.
La signalisation de fin des voies vertes et des voies réservées à la circulation des piétons et des véhicules non motorisés est obligatoire et est faite avec un panneau C116. Celui-ci est implanté en signalisation de position, sans panonceau. Il peut aussi être implanté en présignalisation, avec cette fois-ci un panonceau de distance M1.

## Caractéristiques
Il existe sept gammes de dimensions pour les panneaux d’indication C115 et C116, de forme carrée, contrairement aux autres familles de panneaux triangulaires, ronds ou le STOP qui en comprennent cinq. Les deux dimensions complémentaires sont les dimensions dites « supérieure » (1 200 mm de côté nominal) et « exceptionnelle » (1 500 mm de côté nominal).

## Implantation
Les panneaux C115 et C116 peuvent être subordonnés à une ou plusieurs décisions règlementaires édictées par les autorités compétentes.

### Distance latérale
Sauf contrainte de site, la distance entre l’aplomb de l’extrémité du panneau situé du côté de la chaussée et la rive voisine de cette extrémité ne doit pas être inférieure à 0,70 m.
En rase campagne, les panneaux sont placés en dehors de la zone située en bord de chaussée et traitée de telle façon que les usagers puissent y engager une manœuvre de redirection ou de freinage dite « zone de récupération », ou leur support au minimum à 2 m du bord voisin de la chaussée, à moins que des circonstances particulières s’y opposent (accotements étroits, présence d’une plantation, d’une piste cyclable, d’une voie ferrée, etc.).
En agglomération, les panneaux sont placés de manière à minimiser la gêne des piétons.
Le support d’un signal peut aussi être implanté sur une propriété riveraine ou ancré à une façade après accord du propriétaire ou par application si cela est possible en vertu du décret-loi du 30 octobre 1935 et du décret 57180 du 16 février 1957.

### Hauteur au-dessus du sol
En rase campagne, la hauteur règlementaire est fixée en principe à 1 m (si plusieurs panneaux sont placés sur le même support, cette hauteur est celle du panneau inférieur), hauteur assurant généralement la meilleure visibilité des panneaux frappés par les feux des véhicules. Elle peut être modifiée compte tenu des circonstances locales soit pour assurer une meilleure visibilité des panneaux, soit pour éviter qu’ils masquent la circulation.
En agglomération, lorsqu’il y a un éclairage public, les panneaux peuvent être placés à une hauteur allant jusqu’à 2,30 m pour tenir compte notamment des véhicules qui peuvent les masquer, ainsi que de la nécessité de ne gêner qu’au minimum la circulation des piétons.

### Position de la face
Le plan de face avant d’un panneau implanté sur accotement ou trottoir doit être légèrement incliné de 3 à 5° vers l’extérieur de la route afin d’éviter le phénomène de réflexion spéculaire qui peut, de nuit, rendre le panneau illisible pendant quelques secondes.

## Visibilité de nuit
Les panneaux et panonceaux de signalisation doivent être visibles et garder le même aspect de nuit comme de jour. Les signaux de danger sont tous rétroréfléchissants ou éventuellement dans certaines conditions définies ci-dessous, éclairés.
Les revêtements rétroréfléchissants doivent avoir fait l’objet, soit d’une homologation, soit d’une autorisation d’emploi à titre expérimental. La rétroréflectorisation porte sur toute la surface des panneaux et panonceaux à l’exception des parties noires ou grises.

### Ouvrages utilisés
- Marina Duhamel-Herz, Un demi-siècle de signalisation routière : naissance et évolution du panneau de signalisation routière en France, 1894-1946, Paris, Presses École Nationale Ponts Chaussées, décembre 1994, 151 p. (ISBN 2-85978-220-6)
- Marina Duhamel-Herz et Jacques Nouvier, La signalisation routière en France : de 1946 à nos jours, Paris, AMC Éditions, novembre 1998, 302 p. (ISBN 2-913220-01-0)